# OZモール
OZモール（オズモール、英語:OZ MALL）は、愛知県名古屋市北区大曽根にある商店街。名古屋市北東部のターミナル駅として発達した大曽根駅前と、名古屋市電大曽根電停との間に発達した「大曽根商店街」と「大曽根本通商店街」のうち、西半分の「大曽根商店街」の地域を再開発して誕生した。

## 特徴

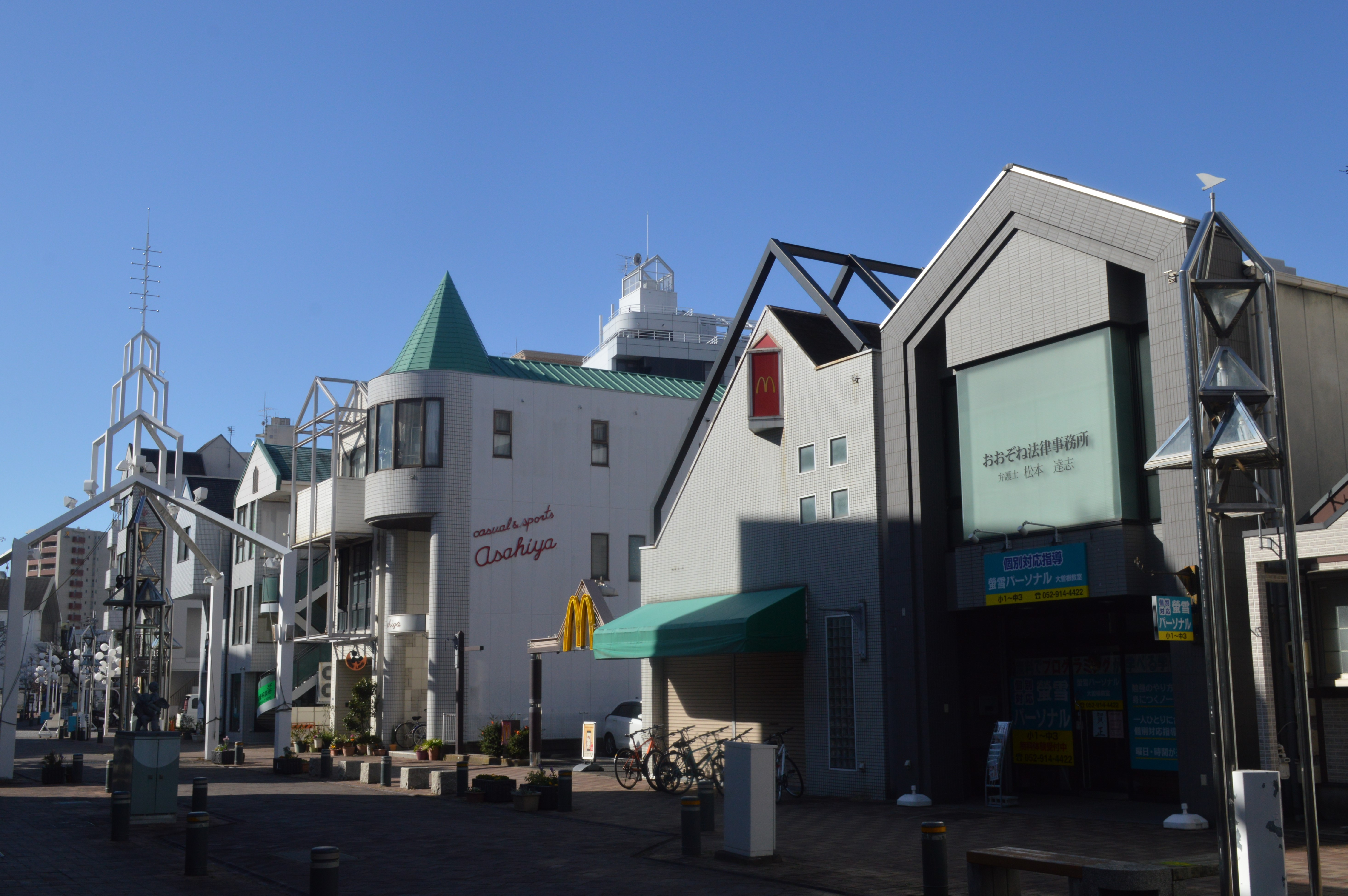
三角屋根の3階建てで統一された建物

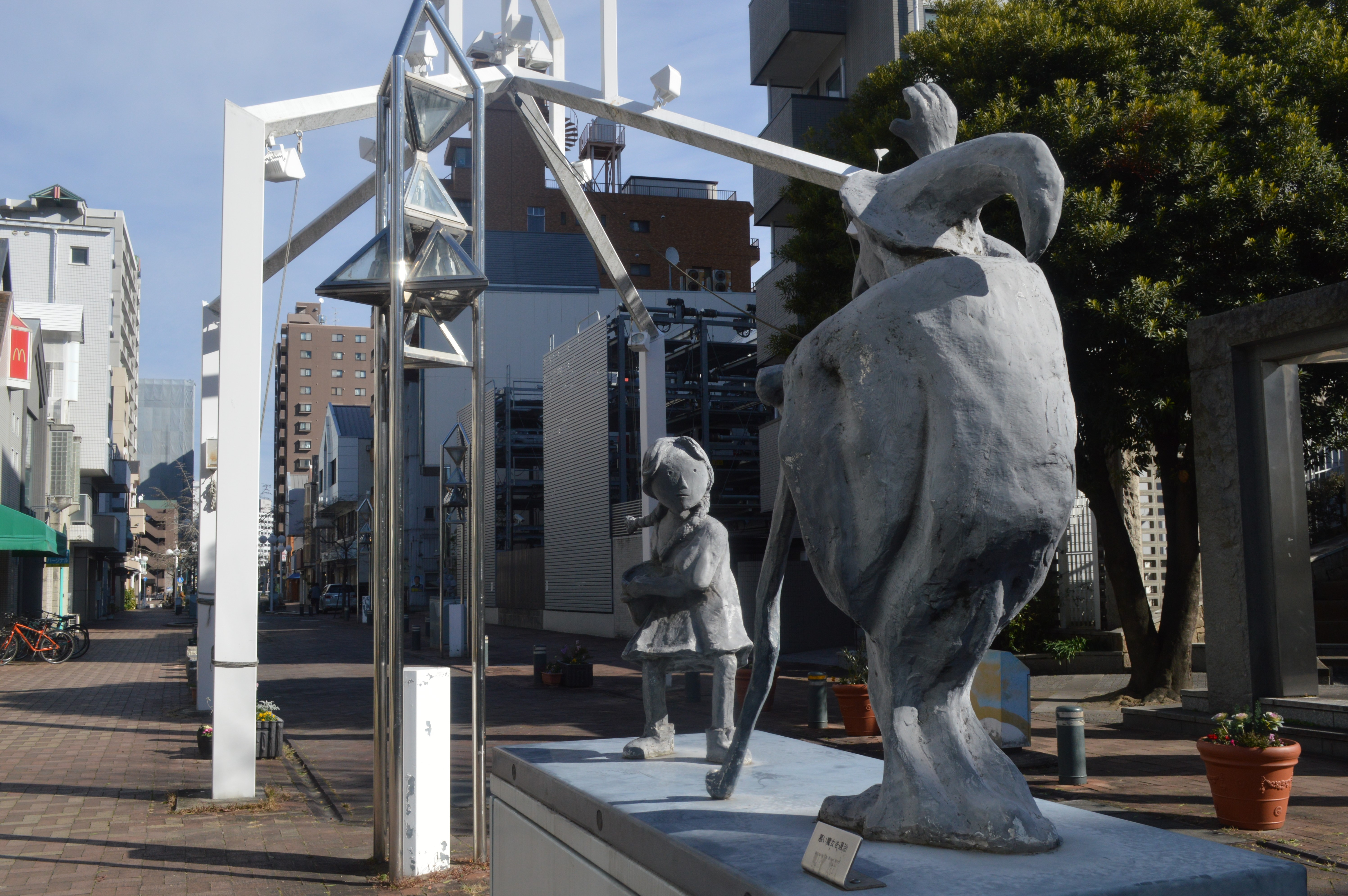
『オズの魔法使い』をモチーフとするオブジェ

大曽根地区総合整備事業の一つとして大曽根土地区画整理事業による道路拡張を含む区画整理に合わせて、大規模なビルに建替えるのではなく、地区内にある既存の建物を全て一斉に取り壊し、建築協定で決めた三角屋根の3階建てで統一された建物を各店舗が一斉に新築しなおすという珍しい形式で行われた都市再開発事業である。
従来は名古屋の3大アーケード街の一つと言われた「大曽根商店街」と「大曽根本通商店街」であったが、再開発後は屋根のないオープンモール形式の商店街として整備され、セットバックで拡張された歩行者専用道路の広さと相俟って開放感溢れる商店街として生まれ変わった。
建築協定による建物の統一のほか、地区内のサイン標識のデザインや点在するオブジェや地区をブロック分けする門などを統一的に設計し、町並みに統一感を持たせるという工夫なされ、初期の集客や店舗の増加と相俟って、街造りの先進的な事例として全国的な注目を集めた。
その画期的な街づくりで、1993年度には第1回愛知まちなみ建築賞を受賞している。

## 人の流れの分断
しかしながら、大曽根地下街オズガーデンと一体的に整備された駅前広場で商店街と駅が離れた上、商店街の東側部分との間に交通渋滞の緩和を狙って建設された名古屋市道赤萩町線が建設され、その間に横断歩道すら建設されなかったことで駅からの人の流れが分断され、現在は人通りも減り、衰退の危機に直面している。
この問題は当初構想されていた駅前ビルの開発が地権者の反対運動に手間取っている間にバブル崩壊で頓挫し、そのビルの2階から連絡する形で名古屋市道赤萩町線を横断する陸橋を建設する計画が実現しなかったにも拘らず、地元側が求めた代替策としての横断歩道の設置を南北約30mの位置に横断歩道があるとして愛知県警察が拒否したことによって生じている。
こうした再開発の失敗に伴う衰退については2007年（平成19年）12月15日付けの中日新聞が「大曽根の商店街再開発から1年　整備裏目、人通り遮る」というタイトルの記事で批判しているほか、「名古屋市歴史まちづくり戦略（案）に対する市民意見及び本市の考え方」でも一般市民から「大曽根のOZモールは、車の通り抜ける新しい道路で駅前から遮断され、完全に孤立してしまって、見るも無残に衰退してしまっている。」と批判されている。
名古屋市はこうした批判に対して「名古屋市歴史まちづくり戦略（案）に対する市民意見及び本市の考え方」の中で「これまでは、利便性や機能性を重視する考え方から都市環境の整備」を行って来たと説明している。

## 主なイベント
商店街活性化の為に、かつては富山県と提携した「チューリップフェスタ」、尾張藩の元武家たちが開拓した名古屋と縁のある北海道八雲町と提携した物産展「北海道八雲町物産フェア」等を開催してきたが、現在は夏の「七夕祭り」や秋の「NAGOYA JAZZ　STREET」などを開催して、集客に努めている。

## その他
- この商店街はTBS系ドラマ「キッズウォー」シリーズのロケ地として使われた。

## 参照
- 中日新聞 2007年12月15日 「大曽根の商店街再開発から1年　整備裏目、人通り遮る」
- 第1回愛知まちなみ建築賞　愛知県（ウェブサイト）
- 話題の商店街 ～その2～
- 名古屋まちづくり紹介 都市研究所スペーシア
- オズモール・大曽根商店街 - TownNet
- 新しい街並み 名古屋･大曽根
- 名古屋市歴史まちづくり戦略（案） に対する市民意見及び本市の考え方　名古屋市（ウェブサイト）
- 街・歩・考